# Bahnstrecke Somerville–Harvard Square
| zeitgenössische Karte mit der Bahnstrecke |                            |                   |                   |
| Streckenlänge: | 1,1 km                     |                   |                   |
| Spurweite: | 1435 mm (Normalspur)       |                   |                   |
| |                            |                   |                   |
| Gesellschaft: | zuletzt Fitchburg Railroad |                   |                   |
| \| \| \| von Boston \| \| \| \| 0,0 \| Somerville MA \| Somerville MA \| \| \| \| nach Fitchburg \| \| \| \| 1,1 \| Harvard Square MA \| Harvard Square MA \| |                            |                   |                   |
| Strecke |                            | von Boston        | von Boston        |
| ehemaliger Haltepunkt / Haltestelle | 0,0                        | Somerville MA     | Somerville MA     |
| Abzweig ehemals geradeaus und nach rechts |                            | nach Fitchburg    | nach Fitchburg    |
| Kopfbahnhof Streckenende (Strecke außer Betrieb) | 1,1                        | Harvard Square MA | Harvard Square MA |

Die Bahnstrecke Somerville–Harvard Square ist eine Eisenbahnstrecke im Middlesex County in Massachusetts (Vereinigte Staaten). Sie ist 1,1 Kilometer lang und band den Harvard Square in Cambridge an den Bahnhof von Somerville an.
Zur besseren Anbindung der Harvard University und der Innenstadt von Cambridge gründeten Geschäftsleute aus Cambridge am 24. April 1849 die Harvard Branch Railroad Company und erhielten die Konzession zum Bau einer Zweigstrecke, die am Bahnhof Somerville aus der Bahnstrecke Boston–Fitchburg abzweigen und in südwestliche Richtung bis zum Endbahnhof nördlich des Harvard Square führen sollte. Im Sommer begannen die Bauarbeiten und Ende des Jahres 1849 wurde die eingleisige, normalspurige Strecke eröffnet. Den Betrieb führte die Fitchburg Railroad. Ab 1853 plante man jedoch, eine Pferdestraßenbahn vom Harvard Square nach Boston zu bauen, sodass die Strecke bereits 1855 wieder stillgelegt und in der Folge abgebaut wurde. Im folgenden Jahr wurde die Pferdebahn als erste Straßenbahnlinie im Großraum Boston eröffnet, deren Strecke noch heute als Teil der U-Bahn Boston von der Red Line befahren wird. Die Trasse der Eisenbahnstrecke wurde später vollständig überbaut. Die Museum Street liegt auf einem Teil der früheren Bahntrasse.